# Scarabaeus transcaspicus
Scarabaeus transcaspicus is een keversoort uit de familie bladsprietkevers (Scarabaeidae). De wetenschappelijke naam van de soort werd voor het eerst geldig gepubliceerd in 1938 door Stolfa.